# 빌럼 II 틸뷔르흐
빌럼 II(네덜란드어: Willem II (twee) 빌럼 트베이[*])는 네덜란드의 축구 클럽으로 네덜란드 남부의 틸뷔르흐를 연고로 하고 있다. 빌럼 II는 1896년 8월 12일에 틸뷔르히아(Tilburgia)라는 이름으로 창단되었다. 그 후 1830년에 틸뷔르흐가 네덜란드군의 본부가 되면서 군 지휘관이었던 빌럼 2세의 이름을 따서 현재의 이름이 되었다.
클럽은 야프 스탐과 같은 유명 선수들을 많이 배출하였다. 클럽의 유니폼은 적·백·청의 세로 줄무늬로 되어 있는데, 이는 네덜란드의 국기색에서 영감을 얻은 것이다. 빌럼 II의 홈구장은 1995년 5월 31일에 개장한 코닝 빌럼 II 스타디온으로 14,700명의 관중을 수용할 수 있다.
빌럼 II는 세번의 리그 우승 (1916, 1952, 1955)을 하였다. 그리고 두번의 컵 대회 우승 (1944, 1963)을 하였다. 또한 1987년, 1990년, 1999년에는 올해의 네덜란드 클럽에 선정되었다.

## 역대 우승 기록
- 네덜란드 리그

우승 (3): 1915-16, 1951-52, 1954-55
- 네덜란드 리그 준우승

우승 (1): 1999-00
- KNVB 컵

우승 (2): 1944, 1963
- KNVB 컵 준우승

우승 (2): 2005, 2019
- 에이르스터 디비시

우승 (2): 1956-57, 1964-65

## 유럽대회 성적
| 시즌      | 대회              | 라운드 | 국가     | 클럽                        | 점수     |
| --------- | ----------------- | ------ | -------- | --------------------------- | -------- |
| 1963-64   | UEFA 컵위너스컵   | 예선전 | 잉글랜드 | 맨체스터 유나이티드 FC      | 1-1, 1-6 |
| 1998-99   | UEFA컵            | 1회전  | 조지아   | FC 디나모 트빌리시          | 3-0, 3-0 |
|           |                   | 2회전  | 스페인   | 레알 베티스                 | 1-1, 0-3 |
| 1999-2000 | UEFA 챔피언스리그 | G조    | 러시아   | FC 스파르타크 모스크바      | 1-3, 1-1 |
|           |                   | G조    | 프랑스   | 지롱댕 보르도               | 2-3, 0-0 |
|           |                   | G조    | 체코     | 스파르타 프라하             | 0-4, 3-4 |
| 2002-03   | UEFA 인터토토컵   | 2회전  | 스위스   | FC 장크트갈렌               | 1-0, 1-1 |
|           |                   | 3회전  | 러시아   | FC 크릴리야 소베토프 사마라 | 1-3, 2-0 |
|           |                   | 준결승 | 스페인   | 말라가 CF                   | 1-2, 0-1 |
| 2003-04   | UEFA 인터토토컵   | 2회전  | 스위스   | FC 빌                       | 2-1, 1-3 |
| 2005-06   | UEFA컵            | 1회전  | 프랑스   | AS 모나코 FC                | 0-2, 1-3 |

## 선수 명단

### 현역
참고: FIFA 자격 규정에 따라 소속된 국가대표팀 국기를 표시합니다. 선수는 복수의 FIFA 비회원국 국적을 가지고 있을 수 있습니다.
| 번호 | 포지션 | 국적             | 이름                       |
| ---- | ------ | ---------------- | -------------------------- |
| 5    | DF     | 아이슬란드       | 루나르 소르 시구르게이르손 |
| 9    | FW     |                  | 키안 바에센                |
| 14   | MF     |                  | 시세 산드라                |
| 15   | DF     | 세르비아         | 미오드라그 피바스          |
| 18   | FW     | 콩고 민주 공화국 | 제레미 보킬라              |
| 19   | FW     |                  | 유서프 실라                |
| 21   | FW     |                  | 아마르 파타                |
| 22   | DF     |                  | 롭 니제                    |
| 25   | DF     |                  | 미카엘 티르판              |
| 30   | DF     |                  | 라파엘 베후네크            |

| 번호 | 포지션 | 국적     | 이름          |
| ---- | ------ | -------- | ------------- |
| 77   | MF     | 튀르키예 | 데니스 케이긴 |

## 역대 감독
| 감독            | 임기   |
| --------------- | ------ |
| 젤코 페트로비치 | 2021   |
| 피터 마스       | 2023 ~ |